# Kalsberg
Kalsberg je naselje v Občini Albeck v Okraju Trg na Koroškem v Avstriji.